# シトロエン・C-ゼロ
C-ゼロ（C-Zero）は、三菱自動車工業が製造、シトロエンが欧州で販売していた小型自動車である。

## 概要
2009年9月、三菱自動車工業とPSAプジョー・シトロエングループが電気自動車の開発供給についての契約を締結したことにより、同年11月に「C-Zero (C-ゼロ)」を発表した。
EVシステムはi-MiEVと共通だが、専用デザインのフロントバンパーとシトロエン独自のアルミホイールを採用している。
2020年、C-ゼロ及びプジョー・イオンはユーザーからの関心が薄れたため販売を中止した。